# TUFお天気情報
TUFお天気情報（ティーユーエフおてんきじょうほう）とは、テレビユー福島（JNN）で放送されている天気情報番組である。

## 概要
2015年9月までは21時台の天気予報をあすのお天気情報と表していた。

## 沿革
スポンサーがない場合は2012年あたりからBGMを朝は基本的に「この道わが旅」を夜は福島県のサックス奏者板橋亮の「Believe」が使われていた。2021年10月から「初恋」のテーマ曲へ切り替えた。2009年度までは朝時間帯だけBGMパターンが複数あったが、2010年頃から大体今のスタイルに落ち着いている。また夜時間は2010年頃からBGMを千住明の「Still Blue」に差し替えていたが2011年3月15日からしばらく天気予報BGMを猪苗代湖ズの「I love you ふくしま」に差し替えた。なお2012年から今のスタイルに落ち着く。
2015年から全時間TUFお天気情報と改め、平日深夜枠だけ現在のカードとなり、翌2016年から全てのオープニングおよびエンドカードを現行のデザインへ切り替えた。なお2015年度までは21時台のオープニングカードとエンドカードがスポンサーがつく場合のみ提供画面はブルーバック表示となっていた。当時は「TUF」の部分だけ自社ロゴが使われた。現在はスポンサーロゴ部分だけが絨毯上にカラー表示となる。
また現在まで木曜および土曜深夜枠ではスポンサーの有無に関わらず提供を読み上げていない。
BGMは日曜朝 5:40 - 5:45のBGMは板橋亮の「Believe」が流れていた。2021年10月から土日朝と纏められる。ちなみに日曜13:57枠は前枠の13:54時代からテレビユー福島本社隣のマイホームステージふくしまの展示場が映される。BGMは2010年頃からBellefireの「Perfect Bliss」であり、その楽曲に乗せてテロップが流れる。なお数年に一度フィラーは更新を挟んでいる模様。
2020年度だけ水曜19:54 - 枠のBGMがH ZETTRIOの「Smile」となっていた。
2021年1月から従来のクレジット・スタンスのままでスポンサーがある場合は提供画面のスポンサーのロゴがカラー表示になった。
2018年までは丸ゴシック体のクレジットを使用。ただし、2013年から注意報以外を一新。また2018年からクレジットを改めて以前までの丸ゴシック体を普通のゴシック体へ一部切り替えている。また2021年6月から10年以上と長らく使い続けていた警報・注意報のテロップも新しく丸ゴシック体からゴシック体となった。なお同年10月から再び位置をずらすなど一部調整を加えて細部を新ためたうえ、平日朝の情報番組内コーナーと日曜13:54枠だけ実況気温表示を追加。また2021年10月下旬より、天気予報内読み上げ開始。
2011年2月までは21時台の天気予報終了後、次番組のジャンクションを行った。映像はイメージキャラクターロッキュンのアニメーションを使われた。
2009年から2011年3月までスポンサー名が書かれていた。また2010年3月まではスポンサーなき時間では番組宣伝を流す場合があり、画面上でその宣伝番組のロゴが使われた。

## 放送時間
あくまでも放送予定であり、番組編成により放送時間は変わる場合があるので留意。

### 現在
平日
- 2021年10月 - THE TIME,内 6:30 - 6:32 、6:49 - 6:51、7:50 - 7:52
- 月曜 - 木曜 22:57 - 23:00
- 水曜 19:54 - 20:00 [5]
- 金曜 22:54 - 23:00
- 月曜 - 木曜 News23内 23:50頃から2分程度
- 月曜深夜 - 木曜深夜 0:55 - 0:58
- 金曜深夜 0:15 - 0:20

土曜
- JNNニュース 5:53頃から1分程度 [6]
- お天気カレンダー 18:50 - 18:55
- 21:54 - 22:00
- 23:24 - 23:30

日曜
- 5:40 - 5:45[7]
- JNNニュース 6時53分から1分程度
- 13:57 - 14:00[8]
- 21:54 - 22:00
- 22:54 - 23:00

- 他にはJNNニュースのローカルセールス枠やNスタふくしまなどでも放送がある。[9]

### 過去
平日
- みのもんたの朝ズバッ!内  7:25 - 7:50

- 2014年4月 - 2021年9月 あさチャン! 内 6:05 - 6:10および7:35 - 7:50

- 時期不明 - 2010年3月 月曜 - 木曜 19:57 - 20:00
- 2010年4月 - 2011年3月 月曜・水曜 19:54 - 20:00
- 時期不明 - 2015年 月曜 - 金曜21:54 - 22:00
- 平日深夜 23:25 - 23:30
- ゴゴスマ -GO GO!Smile!-  - 2021年3月まで 15:41 - 15:42

土曜
- 時期不明 - 2020年3月 土曜深夜 0:15 - 0:20
- まるっと!サタデー  - 2021年3月まで 6:53 - 7:00
- JNNニュース 2021年4月 - 9月 6:53 - 7:00

日曜
- あさのお天気情報 5:45 - 5:50
- 時期不明 - 2021年3月 13:54 - 14:00